# Bahía de Laolao
La Bahía de Laolao (en inglés: Laolao Bay; también escrito Lao Lao, Laulau o Lau Lau que quiere decir "sacudida", "vibrar", "estremecerse", "temblar" o "tambalearse" en el idioma local Chamorro y, a veces referido como "Bahía de Magicienne") es una gran bahía en el lado sureste de Saipán en las Islas Marianas del Norte, un territorio estadounidense en el Océano Pacífico.
Laolao cubre casi una sexta parte de la costa este de la isla, desde Dandan en el sur hasta el cabo Kagman al noreste. El pueblo de San Vicente se ubica a lo largo del centro de la costa de la bahía.